# Jelling Sogn
Jelling Sogn er et sogn i Vejle Provsti (Haderslev Stift).
I 1800-tallet var Hover Sogn anneks til Jelling Sogn. Begge sogne hørte til Tørrild Herred i Vejle Amt. Trods annekteringen var de hver sin sognekommune. Ved kommunalreformen i 1970 blev Hover indlemmet i Vejle Kommune, og Jelling blev kernen i Jelling Kommune, der ved strukturreformen i 2007 også indgik i Vejle Kommune.
I Jelling Sogn ligger Jelling Kirke, de berømte Jellingsten og hovedgården Fårupgård.
I sognet findes følgende autoriserede stednavne:
- Baggesholm (bebyggelse under Fårup)
- Fårup (bebyggelse, ejerlav)
- Hopballe (bebyggelse, ejerlav)
- Hørup (bebyggelse, ejerlav)
- Jelling (bebyggelse, ejerlav)
- Jelling Mark (bebyggelse)
- Kiddelund (bebyggelse)
- Moseby (bebyggelse)
- Mølvang (bebyggelse)
- Rugballe (bebyggelse, ejerlav)
- Skovdal (bebyggelse under Fårup)
- Styvel (bebyggelse, ejerlav)
- Styvel Mark (bebyggelse)
- Vester Hornstrup (bebyggelse, ejerlav)